# Jorge Arcas
Jorge Arcas Peña (ur. 8 lipca 1992 w Sabiñánigo) – hiszpański kolarz szosowy.
Od sezonu 2016 zawodnik grupy Movistar Team występującej w dywizji UCI WorldTeams, do której dołączył jako tzw. „pomocnik”. Kilkukrotnie uczestniczył w „wielkich tourach”, podczas Vuelta a España 2020 triumfując z zespołem Movistaru w klasyfikacji drużynowej.

## Rankingi
| Rok             | 2016  | 2017  | 2018  | 2019  | 2020 | 2021  | 2022  | 2023  |
| --------------- | ----- | ----- | ----- | ----- | ---- | ----- | ----- | ----- |
| UCI World Tour  | -     | 421.  | 338.  |       |      |       |       |       |
| World Ranking   | 1204. | 1983. | 1434. | 3264. | 950. | 1819. | 1254. | 1665. |
| UCI Europe Tour | 959.  | 1378. | 1229. | 1986. | 743. | 1250. | 874.  | -     |
|                 |       |       |       |       |      |       |       |       |
| Źródło: UCI     |       |       |       |       |      |       |       |       |